# ATS D1
O  D1  é o modelo da ATS da temporada de 1978 (2 GPs) da F1. Condutor: Keke Rosberg.

## Resultados[1]
|      |    |                      |   |    |              |     |     |     |     |     |     |     |     |     |     |     |     |     |     |     |     |        |          |  |  |  |  |
|      |    |                      |   |    |              | ARG | BRA | RSA | USW | MON | BEL | ESP | SWE | FRA | GBR | GER | AUT | HOL | ITA | USA | CAN |        |          |  |  |  |  |
| 1978 | D1 | Ford Cosworth DFV V8 | G | 10 | Keke Rosberg |     |     |     |     |     |     |     |     |     |     |     |     |     |     | Ret | NC  | 01 (1) | NC (15º) |  |  |  |  |

↑1  Do GP da Argentina até o Canadá, Mass (13 gps), Jarier (5 gps), Colombo (2 gps), Rosberg (3 gps), Binder (1 gp), Bleekemolen (4 gps) e Ertl (1 gp) utilizaram o HS1.